# تبلدي برييري
تبلدي برييري (الاسم العلمي:Adansonia perrieri) هو نوع من النباتات يتبع جنس التبلدي من الفصيلة الخبازية. سمي هذا النوع نسبةً إلى عالم النبات الفرنسي هنري بيريه.

## التسمية
من الأسماء الأخرى لهذا النبات: باوباب برييري وبوحباب برييري وأدانسونية برييرية وخبز القرود البرييري	